# NEOWIZ
株式会社NEOWIZ（ネオウィズ、朝: 네오위즈）は、韓国の京畿道城南市に本部を置くゲーム会社。NEOWIZホールディングスの子会社。

## 沿革
- 1997年5月 - 設立
- 1998年 - ワンクリックでインターネットに接続可能なプログラム「ワンクリック」を開発、チャットサービス「セイクラブ」のサービスを開始
- 2000年6月 - KOSDAQに上場
- 2003年8月 - ゲームポータル「ピーマン（www.Pmang.com）」をオープンし、本格的にゲームサービスへ参入
- 2004年 - エレクトロニック・アーツと共同開発およびパブリッシング契約を締結
- 2007年
  - 4月 - 分割により「NEOWIZゲームズ」を設立し、従来のNEOWIZを「NEOWIZホールディングス」へ商号変更して持株会社へ移行
  - 11月8日 - 日本のゲーム会社であるゲームオンを買収
- 2010年 - オンラインゲーム開発会社のシーアルスペース（後のNEOWIZシーアルエス）」を買収
- 2016年 - MBCプラスと提携を締結しアイドルアプリサービス「アイドルチャンプ」の運営を開始
- 2017年 - NEOWIZゲームズを「NEOWIZ」へ商号変更
- 2021年 - モバイルゲーム開発会社のスティキーハンズ、ゲムフリート、ハイディアを買収
- 2023年 - モバイルMMORPG専門開発会社のパウゲームズを買収

## 主なゲーム
- 新天上碑
- Slugger
- Alliance of Valiant Arms
- DJMAX RESPECT V
- Skul: The Hero Slayer
- Metal Unit
- Plebby Quest: The Crusades
- Unsouled
- Dandy Ace
- Blade Assault
- SANABI
- 8Doors: Arum's Afterlife Adventure
- Aka
- Lies of P
- IDOLY PRIDE（海外配信）
- ブラウンダスト
- ブラウンダスト2

## 子会社
- ゲームオン
- NEOWIZシーアルエス
- スティキーハンズ
- ゲムフリート
- ハイディア
- パウゲームズ